# 생시몽주의

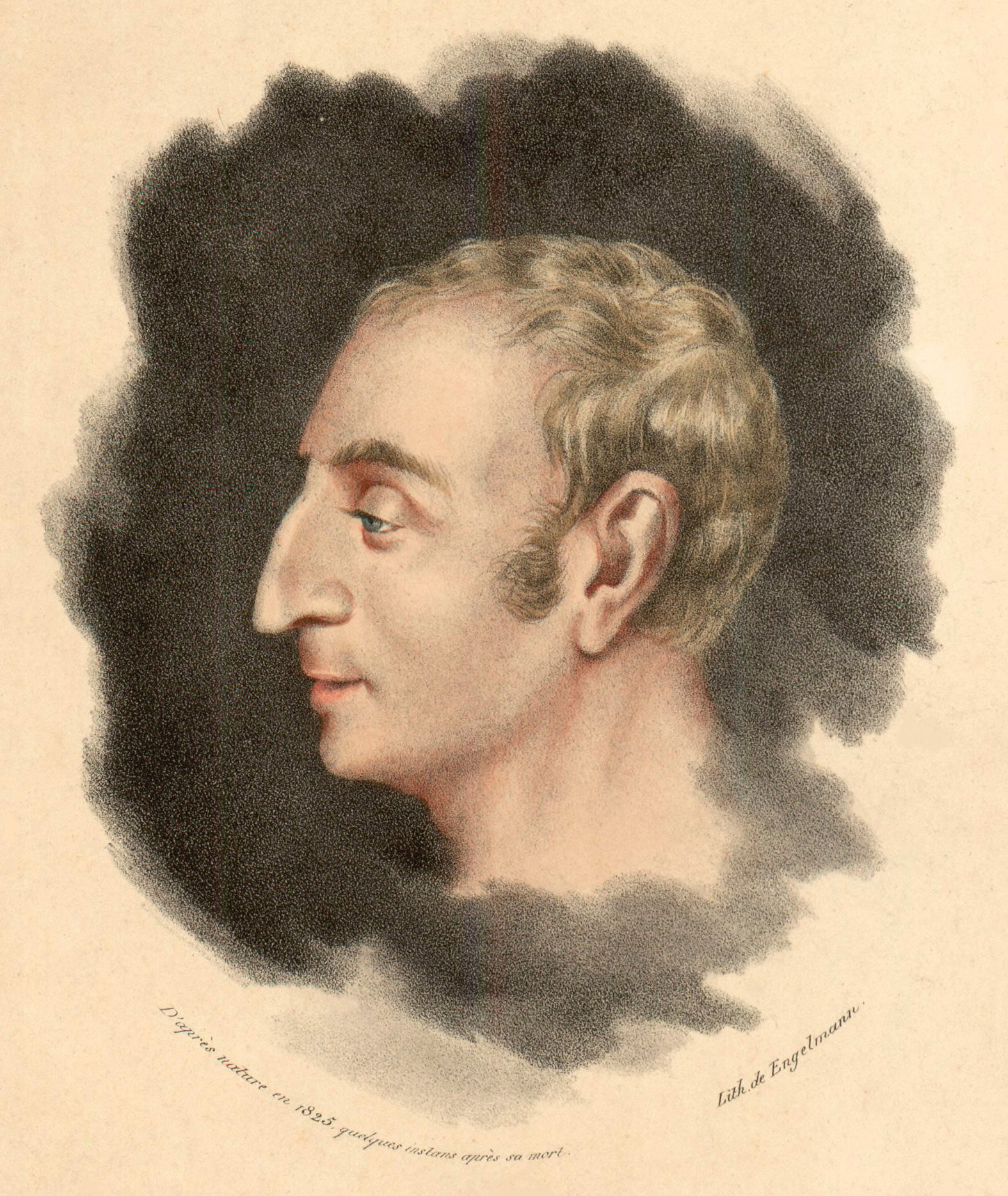
클로드앙리 드 루브루아 드 생시몽의 초상화

생시몽주의(Saint-Simonianism)는 10세기 초반에 벌어진 프랑스의 정치, 종교, 사회 운동이다. 클로드앙리 드 루브루아 드 생시몽의 이념에서 기원하였다.
생시몽의 이념은 산업화와 과학적 발견의 성장이 사회에 심오한 변화를 일으킬 것이라는 지각에 초점을 두었다.

## 생시몽주의 관련 인물
- 오귀스트 콩트
- 로자 보뇌르